# Нотоптерові
Нотоптерові (Notopteridae) — родина араваноподібних риб, що живуть у прісних та слабосолоних водах від Африки до Південно-Східної Азії.

## Види
Містить 10 видів у 4-х родах:
- Рід Chitala Fowler, 1934
  - Chitala blanci (d'Aubenton, 1965)
  - Chitala borneensis (Bleeker, 1851)
  - Chitala chitala (F. Hamilton, 1822)
  - Chitala hypselonotus (Bleeker, 1852)
  - Chitala lopis (Bleeker, 1851)
  - Chitala ornata (J. E. Gray, 1831)
- Рід Notopterus Lacépède, 1800
  - Notopterus notopterus (Pallas, 1769)
- Рід Papyrocranus Greenwood, 1963
  - Papyrocranus afer (Günther, 1868)
  - Papyrocranus congoensis (Nichols & La Monte, 1932)
- Рід Xenomystus Günther, 1868
  - Xenomystus nigri (Günther, 1868)